# Станішовський потік
Станішовський потік (словац. Stanišovský potok) — річка в Словаччині, ліва притока Штявниці, протікає в окрузі Банська Бистриця.
Довжина приблизно 2.3 км. Витік знаходиться в масиві Низькі Татри (частина Дюмб'єрські Татри) — схил гори Слемя — на висоті близько 1090 метрів. Протікає територією національного парку Низькі Татри та села Ліптовський Ян.
Впадає у Штявницю на висоті приблизно 720—730 метрів.